# 扁穗莎草
扁穗莎草（学名：Cyperus compressus）是莎草科莎草属的植物。分布在印度、喜马拉雅山区、越南、日本、台湾岛以及中国大陆的安徽、贵州、四川、浙江、江苏、海南、福建、广东、湖北、湖南、江西等地，常生长在空旷的田野里，目前尚未由人工引种栽培。